# 22
سنة 22 م (بالأرقام الرومانية: XXII) كانت سنة بسيطة تبدأ يوم الخميس (الرابط يظهر نموذج الجدول الزمني الكامل للسنة) من التقويم اليولياني. بدأت تسمية السنة ب22 منذ العصور الوسطى المبكرة، عندما أصبح تقويم أنو دوميني هو الأسلوب السائد في أوروبا لتسمية السنوات.